# Čierny kameň
Čierny kameň (1479 m n. m.) je hora ve Velké Fatře na Slovensku. Nachází se v Liptovské větvi hlavního hřebene mezi Minčolem (1398 m) na severovýchodě a Ploskou (1532 m) na jihozápadě. Minčol je oddělen Sedlem pod Čiernym kameňom (1266 m), Ploská Sedlem Ploskej. Severozápadní svahy spadají do horních partií Ľubochnianske doliny. Jihovýchodním směrem vybíhá z hory krátká rozsocha sevřená mezi doliny Malá Turecká a Pilná a klesající přes vrchol Stráž (1031 m) do údolí Revúce. Další rozsocha směřuje na jih k vrcholu Magury (1082 m). Významná část hory byla v letech 1964–2024 chráněna jako národní přírodní rezervace Čierny kameň.

## Přístup
Vrchol je turisticky nepřístupný, ale pouze po severozápadním úbočí prochází zeleně značená turistická trasa.